# Tepca
Tepca (en serbe cyrillique : Тепца) est un village du nord-ouest du Monténégro, dans la municipalité de Žabljak.

## Démographie

### Évolution historique de la population
| 1948 | 1953 | 1961 | 1971 | 1981 | 1991 | 2003 |
| ---- | ---- | ---- | ---- | ---- | ---- | ---- |
| 330  | 397  | 340  | 310  | 202  | 99   | 84   |